# Mladen Karoglan
Mladen Karoglan (Imotski, 6. veljače 1964.) hrvatski je nogometni trener i bivši nogometaš. Trenutačno je trener Croatije Zmijavci. Kao igrač igrao je na poziciji napadača.